# Город дорог (альбом)
«Город до́рог» — дебютный студийный альбом российского рэп-исполнителя Guf’а, выпущенный в 2007 году. Это первый релиз участников группы CENTR. Он вышел ещё до издания альбома «Качели».
Большинство песен альбома посвящено темам употребления наркотиков, субкультуре наркоманов. В песнях альбома встречается ненормативная лексика. Журнал Rolling Stone в своей рецензии на альбом отметил, что «во всех дисциплинах некоммерческого хип-хопа Guf заслуживает самого высшего балла», а сайт Rap.ru поставил «Город дорог» в один ряд с лучшими альбомами русского рэпа.

## История

### Создание альбома
Песни, вошедшие в альбом, записывались на протяжении нескольких лет и ко времени выхода альбома многие из них были уже знакомы публике. Альбом записали почти за неделю. Песня «Новогодняя», ставшая одним из главных хитов альбома, впервые была опубликована в сборнике «Rap.ru», который в октябре 2004 года при поддержке одноимённого сайта выпустил рекорд-лейбл Respect Production.
Участие в этом сборнике стало первым официальным релизом Гуфа. Первая же изданная песня привлекла к артисту пристальное внимание прессы и публики. Трек был высоко оценён критикой:

Guf — очень талантливый новичок, который ещё удивит многих и многих. Его трек, спродюсированный Шымом из Касты, поражает яркими и лаконичными образами и остросюжетной историей о Москве, заметённой героиновым снегом. При этом «один снег нам дарит небо, другой везут Деды-Морозы, таджики и негры, с подарками в недрах своих желудков…». Один из самых впечатляющих треков на диске.— Rap.ru
Следующим хитом Гуфа стала песня «Сплетни», в которой автор комментирует различных персонажей российского шоу-бизнеса. Она попала в ротацию радио Next FM и приобрела определённую популярность, хотя ещё не была официально выпущена на носителях.
Год спустя, в ноябре 2005 года, был опубликован музыкальный сборник «Хип-Хоп-Картина», который открывал ещё один трек, позже вошедший в «Город дорог» — «Новости». К 2005 году Guf был уже достаточно хорошо известен публике и пользовался существенной популярностью, хотя у него не было издано ни одного альбома. Тогда же артист заявил, что планирует выпустить свой альбом в новом 2006 году, а после — переключиться на работу над альбомом своей группы Centr.
К апрелю 2006 года Guf представил публике свой дебютный клип, снятый телекомпанией Ren-TV на песню «Новогодняя». Было объявлено, что вскоре будет экранизирован и другой хит рэпера — песня «Сплетни».
Тогда же было обнародовано рабочее название будущего альбома — «Город дорог». Его планировалось издать осенью того же года. Желание издать альбом последовательно декларировали лейблы «ЛевПравЗвук» и Respect Production, группа IconMedia. В итоге контракт с Гуфом заключила именно IconMedia. Однако, несмотря на планы артиста, в 2006 году альбом так и не вышел.
Съёмки клипа на песню Гуфа «Сплетни» должны были состояться в июле 2006 года. Съёмки были отменены, а клип так и не был снят.
На рубеже 2006 и 2007 годов популярный веб-сайт Rap.ru организовал голосование, в котором предложил читателям выбрать лучших, по их мнению, исполнителей года. По результатам голосования, в котором приняло участие чуть более 10 тысяч читателей сайта, Guf занял третье место в номинации «Артист года — отечественный», уступив Смоки Мо и Лигалайзу.
В марте 2007 года было объявлено, что откладывавшийся с прошлого года выход альбома «Город дорог» должен состояться 22 марта. Сообщалось, что IconMedia не смогла выполнить своих обязательств, и контракт между ней и Гуфом был расторгнут. Новым издателем альбом был объявлен лейбл CD Land.
Выход альбома был в очередной раз перенесён. Официальной причиной задержки было названо недопонимание между продюсером и артистом. В итоге компания CD-Land отказалась от публикации альбома. За издание альбома «Город дорог» взялась компания «Монолит», которая и выпустила его 3 апреля 2007 года.
Ко времени выхода альбома он уже успел просочиться в Интернет и был доступен для свободного скачивания.
Презентация альбома состоялась в ходе концерта, прошедшего 24 мая 2007 года в московском клубе «16 тонн».

### Создание песен

#### «Интро»
«Интро» было записано в 2007 году не официально для этого альбома, а для представления самого Guf’а.
В основу «Интро» легла «Китайская стена» — первая песня Guf’a. Запись этой песни происходила в 1998 году.

#### «Кто как играет»
Первый вариант этой песни был записан в 2004 в альбоме Принципа и Guf’a «Подарок».
Когда Guf начал выступать в Centr’e вместе со Slim’ом и Птахой, он вставил куплеты из этой песни в песню «Качели», название которой потом получил и альбом. Также в альбоме Подарок был вариант этой песни со Slim’ом.
В 2006 году Slim и Guf перезаписали песню, оставив второй куплет. Первый куплет Guf изменил. Исполняют песню Guf и Slim, но в трек-листе указан только Guf.

#### «Сплетни»
Guf исполнил эту песню на сцене в 2006 году, а записал в конце 2004 на ЛевПравЗвук, наряду с «Трамвайными путями». Первоначально песня «Сплетни» называлась «Моя бабушка читает газету „Жизнь“».
Песня пользовалась всеобщей популярностью среди молодёжи.
Первая песня об Ориджинал Ба.

#### «Свадьба»
Песня записана в 2002 году группой «Дымовая завеса» и Guf’ом (тогда — Rolexx).
Слим добавил эту песню в альбом «Дымовой завесы» — «Взрывное устройство» (2004).
Позже песня была перезаписана для альбома Guf’а.

#### «Хлоп-хлоп»
Песня была записана в 2004 году Guf’ом (2 куплет) совместно с Птахой (1 куплет) и MC Бором (3 куплет), первоначально её планировалось включить в альбом «Подарок».
В альбом вошла сокращённая версия песни: 3-й куплет был убран.

#### «Ямакаси»
В декабре 2005 года вышел очередной сборник «Rap.ru № 3», в который вошла песня Гуфа «Ямакаси».
В завершении песни Гуф цитирует иносказательно слова из песни «Про Макса» группы «Каста»: «Истории из жизни. Мелкие обрывки памяти» (в оригинале — «Картины из жизни. Мелкие обрывки памяти»).
Третьим Ямакаси является Принцип: неоднократно упоминалась совместная работа Guf’ом, судимость, и рэперская личность.

#### «Есть вопросы»
Песня Guf’a и Slim’a, записана в 2006 году, получилась очень мутной, мрачные куплеты Guf’a и Slim’a заставляют погрузиться в атмосферу этой песни.

#### «Трамвайные пути»
Песня, записанная в 2007 году, была собрана из текстов ранних песен Centr’a.
Однако после выхода песни «Трамвайные пути» Гуф цитировал строки оттуда чуть ли не во всех песнях группы Centr.

Эти мутные будни…— Centr, 2007 год, «Будни»

Всю жизнь на свободе; прогулки по тёмным аркам— Centr, 2007 год, «Качели», «Легко ли быть молодым»

И так важно однажды не проснуться взрослым— Centr, 2006 год; по мотивам песни «Качели»

#### «Скит от Принципа»
Скит, записанный Принципом под гитару. Сэмпл был взят у группы J. J. Cale.

#### «Новогодняя»
Песня Guf’a, появившаяся ещё в 2003 году в альбоме «Подарок».
Переработана в 2005 году: минус к песне, за основу которого был взят семпл из саундтрека к фильму «Реквием по мечте», написал Шым из «Касты».

#### «Ориджинал Ба»
Вторая песня об Ориджинал Ба — теперь с самой бабушкой Guf’a.
После этой песни Guf упоминает свою бабушку под псевдонимом «Ориджинал Ба» во многих своих треках.

#### «Вождь»
Песня была записана в 2004 году Guf’ом, первоначально вошла в альбом «Подарок». В песне рассказывается, как Гуфа сильно (на три дня) «вставило» от доселе неизвестного наркотика (в песне не указывается).

#### «Тринити»
Песня была записана совместно с группами «Иезекииль 25:17» и «Отрицательное Влияние» ещё в 2005 году. От первой группы выступал Бледный, от второй — Ант.
В альбоме «Черепашьи бега» группы «Отрицательное Влияние» песня носила название «Несвятая троица».
Название «Тринити» придумал Guf:
- Тринити — имя героини трилогии фильмов «Матрица»; в итоге получился ребус из этого имени.

В альбом вошёл ремикс, сделанный Слимом в 2007 году.

#### «Мутные замуты»
Песня, ставшая шедевром российского рэпа, была записана группой Centr в 2006 году, первоначально как сингл, но позже вошла в альбом Guf’а. Первая песня группы в составе Guf, Slim, Птаха.
В альбом Centr’a «Качели» вошёл ремикс песни, сделанный Slim’ом.

#### «Новости»
Песня, записанная в 2005 году, так же, как и практически все песни альбома, стала классикой, в ней Guf рассказывает о том, что происходит в его городе, своеобразные новости.

#### «Трамвайные пути (полная версия)»
Полная версия знаменитой, и, наверное, самой лучшей песни Guf’a, записана совместно с рэп-исполнителем 5 Плюх.
Первая демоверсия появилась в 2006 году, без гостевого куплета, но была перезаписана. В альбоме числится последней композицией.

#### «Аутро»
В качестве Аутро, Guf вставил фразу из мультфильма «Гуфи и его команда», — «Знаешь, Гуфи, с непривычки здорово по центральной нервной системе бьет!».

## Художественные особенности
Альбом был положительно отмечен критикой. Рецензенты отмечали мрачное и нервное настроение альбома, его депрессивность, прямоту и убедительность текстов. Музыку альбома называли «дурманной» и «дёрганой». Сам Guf охарактеризовал свой альбом как «грустный» и «простой». Журнал Rolling Stone отметил, что «во всех дисциплинах некоммерческого хип-хопа Гуф заслуживает самого высшего балла», а сайт Rap.ru поставил «Город дорог» в один ряд с лучшими альбомами русского рэпа, определявшими развитие жанра.
В целом звучание и лирика альбома достаточно традиционны для русского рэпа. Почти все треки записаны в среднем, наиболее типичном темпе. Для музыкальной составляющей характерны электронные аранжировки без какого-либо использования «живых» инструментов или мелодичных семплов, «грязный» звук. Немногочисленные мелодические фразы исполняются синтезаторами. Тексты песен рассказывают об отношениях с друзьями («Свадьба», «Тринити»), необычных характерах и поступках знакомых или родственников автора («Сплетни», «Ямакаси», «Ориджинал Ба»), ощущениях от приёма наркотиков («Вождь»), описанию собственных настроений или взглядов («Кто как играет», «Есть вопросы», «Новости»), попытках купить или продать наркотики и связанных с этим сложностями («Трамвайные пути», «Новогодняя», «Мутные замуты»). Особое место занимает бабушка Гуфа, ставшая главной героиней сразу двух песен — «Сплетни» и «Ориджинал Ба».
Рецензенты отмечали, что альбом серьёзно пострадал от неоднократных задержек релиза — благоприятное время для выпуска было упущено, а большинство песен были уже не в новинку слушателям.
Над музыкой для альбома работало трое битмейкеров. Музыка трека «Новогодняя», принёсшего Гуфу первую известность, написана Шымом, участником группы «Каста», с которым Гуфа связывала давняя дружба. Автором музыки к «Хлоп-хлоп» выступил Тёмный (Грани, Объединенная Каста). Все остальные треки альбома спродюсировал Slim, коллега Гуфа по группе Centr.
Альбом записывался в студиях «Аник Records» и «ЦАО Records». Песни «Хлоп-хлоп» и «Новогодняя» сводились их авторами, а за сведение всех остальных треков, равно как и за мастеринг альбома, отвечал Brooklyn Only, более известный как IgnatBeatz.
В песнях альбома встречаются цитаты из других произведений. В песне «Новогодняя» так же, как и в «Не на экспорт» из альбома «Качели», содержится аллюзия на куплет Лигалайза из песни Влади «Ты должен остаться»:

Мы родом с улицы, мы крепкие засранцы. Из тех, кто не любит одеваться слишком ярко: серебро, широкие штаны и кожа, даже когда жарко.— Лигалайз, 2002 год, «Ты должен остаться»

Тут предпочтительнее оставаться зрителем. Это не остановить. Я вспоминаю про родителей. Чего они только не видели: из квартиры пропадали стерео, видео, золото, телефоны, тостеры, кофеварки, столовое серебро и кожа, даже когда жарко.— Guf, 2007 год, «Новогодняя»
В песне «Есть вопросы» содержится цитата из совместной песни Смоки Мо и Фьюза из альбома «Кара-Тэ»: «Брачо, есть почитать чё?»
В песне «Ориджинал Ба», где использована запись голоса бабушки Гуфа, упоминается Ольга Петровна — главная героиня песни «Ольга» группы Krec:

Поймите, это не какая-нибудь там Ольга Петровна, это мама моей мамы — Тамара Константиновна.— Guf, 2007 год, «Ориджинал Ба»
В песне «Вождь» цитируются произведения американского писателя Курта Воннегута.
В песне «Тринити» Бледный цитирует песню «Чёрный город» группы «Дубовый Гай».

О! Некто Дельфин!.. 
 «Мальчишник», конечно, чушь собачья, та-ак, 
 Подрочить для малолеток… А вот «Дубовый Гай» — ништяк! 

«На моих ладонях пылью остаётся шмаль…»— Guf, Бледный (25/17), 2007 год, «Тринити»

## Название
Название альбома содержит игру слов. Оно может быть прочтено двояко и, в зависимости от ударения, полностью меняет смысл. Название можно прочесть как «Город доро́г», что может означать как «город множества дорог», так и «город наркотиков» (на сленге наркоманов «дорога» означает наркотические средства, уложенные на ровной поверхности тонкой линией, в виде «дорожки»).
В другом случае название можно прочесть как «Город до́рог», что в свою очередь может означать как «город, отличающийся дороговизной», так и «город, имеющий большое значение и ценность».
В одном из интервью Guf отметил, что сам он считает более точным произношение «Город до́рог», то есть акцент на дороговизне или ценности города:

— Песня за песней, получился альбом. Который уже готов и скоро увидит свет.

— Как он называется?

— Название пока не оглашается.

— То есть он не будет называться «Город дорог»?

— Ну скорее всего будет, — сознаётся Гуф после некоторого замешательства и смеётся.

— «Город дОрог», скорее всего, — поправляет он, делая ударение на первый слог. — Мне больше так нравится.

При этом в песне «Город дорог», которая не вошла в одноимённый альбом, а была издана позднее в первом студийном альбоме группы Centr, используется как раз другой вариант: «Город доро́г».
Кроме того, название является «перевёртышем»: оно читается одинаково с начала и с конца. Вне зависимости от ударения второе слово названия («дорог») является палиндромом первого («город»).

## Дизайн обложки
Игра слов в названии нашла отражение в оформлении альбома: на обложке диска вторая часть названия альбома является зеркальным отражением первой (это заметно по форме букв «р» и «г» в слове «дорог»). Название альбома и имя его автора расположены на фоне фотографии одного из московских переулков. Автором дизайна обложки стал Бледный из группы «Иезекииль 25:17».
На момент выхода альбома группа «Центр» ещё не сменила название на Centr (это было сделано позднее из-за конфликта с «Центром» Василия Шумова), поэтому название коллектива Гуфа приведено в исходном виде — «Центр» (заглавными буквами).

## Маркетинг альбома
Маркетинг альбома не отличался масштабностью. В России 2000 годов большинство радиостанций и телеканалов считают русскоязычную рэп-музыку неформатной и почти полностью игнорируют её, ограничиваясь одним-двумя наиболее популярными артистами жанра. Единственными станциями, регулярно игравшими песни из альбома, стали московская Next FM и питерская «Радио Рекорд». В эфир специализирующихся на хип-хопе и электронной музыке Next и «Рекорда» попали «Ориджинал Ба», «Новости» и «Сплетни». Именно ротации «Сплетен» на Next FM принесли Guf’у большую часть популярности.
Для продвижения альбома планировалось произвести два видеоклипа, но удалось снять только один. Малобюджетный клип на песню «Новогодняя» был снят режиссёром А. Долматовым при поддержке телекомпании Ren-TV в 2006 году. Сама песня рассказывает о каналах поставки героина в Москву. По сюжету клипа главный герой тайно встречается с несколькими людьми, которых он просит причинить ему боль, чтобы унять ломку. Он отдаёт каждому из них деньги и получает за это по нескольку жестоких ударов, но этого недостаточно. В конце он отдаёт последнее — свой крест и просит его убить, что получается. Роль наркодилера в автомобиле исполнил Slim, роль скинхеда-«быка» — Птаха.
Клип демонстрировался на Ren-TV в рамках передачи о борьбе с наркоманией, а позднее появился в эфире независимых музыкальных телеканалов, таких как O2TV и A-One.

## Список композиций
| №   | Название                                                                    | Текст песни       | Продюсер | Длительность |
| --- | --------------------------------------------------------------------------- | ----------------- | -------- | ------------ |
| 1.  | «Интро»                                                                     | Guf               | Slim     | 0:43         |
| 2.  | «Кто как играет»                                                            | Guf, Slim         | Slim     | 3:18         |
| 3.  | «Сплетни»                                                                   | Guf               | Slim     | 3:12         |
| 4.  | «Свадьба» (при участии Slim)                                                | Guf, Slim         | Slim     | 4:14         |
| 5.  | «Хлоп-хлоп» (при участии Птаха)                                             | Птаха, Guf        | Тёмный   | 2:43         |
| 6.  | «Ямакаси»                                                                   | Guf               | Slim     | 3:38         |
| 7.  | «Есть вопросы» (при участии Slim)                                           | Guf, Slim         | Slim     | 4:21         |
| 8.  | «Трамвайные пути»                                                           | Guf               | Slim     | 2:17         |
| 9.  | «Скит от Принципа»                                                          | Принцип           | Slim     | 1:18         |
| 10. | «Новогодняя»                                                                | Guf               | Шым      | 3:40         |
| 11. | «Oриджинал Ба» (при участии Ба)                                             | Guf, Ба           | Slim     | 4:01         |
| 12. | «Вождь»                                                                     | Guf               | Slim     | 4:14         |
| 13. | «Скит от Санька»                                                            | Guf, Санек        | —        | 0:28         |
| 14. | «Тринити» (remix) (при участии «Иезекииль 25:17» и «Отрицательное Влияние») | Guf, Ант, Бледный | Slim     | 5:18         |
| 15. | «Мутные замуты» (при участии Slim и Птаха)                                  | Guf, Slim, Птаха  | Slim     | 4:03         |
| 16. | «Новости»                                                                   | Guf               | Slim     | 4:16         |
| 17. | «Трамвайные пути» (полная версия) (при участии 5Плюх)                       | Guf, 5Плюх        | Slim     | 3:39         |
| 18. | «Аутро»                                                                     |                   | —        | 0:09         |

## Принимали участие
- Бледный («Иезекииль 25:17»)
- Ант («Отрицательное Влияние»)
- Птаха
- Slim
- 5Плюх

## Участники записи
| - Слова: Guf (1—8, 10—17) Slim (4, 7, 15) Птаха (5, 15) Принцип (9) Ба (11) Ант (14) Бледный (14) 5 Плюх (17) | - Музыка: Slim (2—4, 6—8, 11, 12, 14—17) Тёмный (5) Шым (10) Сведение: Brooklyn Only aka IgnatBeatz (2, 3, 4, 6—9, 11, 12, 14—17) Тёмный (5) Шым (10) Мастеринг: Brooklyn Only aka IgnatBeatz Оформление: Бледный |

Семплы:
- «Интро» — «Guf — Китайская стена».
- «Кто как играет» — «Edith Piaf — Elle A Dit».
- «Сплетни» — «Nina Simone — I Put a Spell on You»
- «Свадьба» — «Ефрем Амирамов — Жена» и «Ефрем Амирамов — Бессмертие Любви»
- «Ямакаси» — «Andres Segovia — La Frescobalda»
- «Есть вопросы» — «Tom Waits — All the World Is Green»
- «Трамвайные пути» — «Jacques Brel — Je Suis Malade» (клавишные)
- «Скит от Принципа» — «J. J. Cale — Sensitive Kind»
- «Новогодняя» — «Pupo — Buratino»
- «Ориджинал Ба» — «Patricia Carli — Demain Tu Te Maries»
- «Тринити» — «Meiko Kaji — Yadokari» и «Smut Peddlers — Tower of Babel»
- «Мутные замуты» — «Danny Elfman — Sallys song»
- «Новости» — «Tom Waits & Kathleen — On The Other Side Of The World»

## Попытка удалить альбом
В июле 2025 года бизнесмен Игорь Рыбаков заявил о намерении выкупить права на альбом за 95 млн рублей с целью удалить его со всех площадок. Решение объяснялось связанными с треками альбома воспоминаниями о сложном периоде, злоупотреблением алкоголем и образе жизни, который песни Гуфа романтизируют. Это заявление вызвало волну споров, а владелец прав на альбом продюсер Антон Пронин объявил о невозможности завершения сделки, потому что такое музыкальное наследие нельзя уничтожить.